# Cynegetis
Cynegetis – rodzaj chrząszczy z rodziny biedronkowatych i plemienia Epilachnini. Obejmuje trzy opisane gatunki. Występują w palearktycznej Eurazji.

## Taksonomia
Takson ten wprowadzony został w 1836 roku przez Auguste’a Chevrolata w publikacji autorstwa Pierre’a F.M.A. Dejeana. W 1874 roku George Robert Crotch wyznaczył jego gatunkiem typowym Coccinella impunctata, opisanego w 1761 roku przez Karola Linneusza.
Do omawianego rodzaju zalicza się trzy opisane gatunki:
- Cynegetis chinensis Wang et Ren, 2014
- Cynegetis impunctata (Linnaeus, 1761)
- Cynegetis syriaca (Mader, 1958)

W 1866 roku Carl Gustaf Thomson utworzył dla tego rodzaju takson pod nazwą Cynegetides, odpowiadający późniejszemu plemieniu Cynegetini. Jako synonim tego plemienia traktowane były Madaini, wprowadzone w 1975 roku przez Roberta Gordona. Jeszcze w pierwszej dekadzie wieku XXI wyróżniano to plemię jako jedno z czterech w obrębie podrodziny Epilachninae. Później jednak podrodzinie tej obniżono rangę do plemienia Epilachnini, a Cynegetini i Madaini stały się jego synonimami.

## Morfologia
Chrząszcze o ciele długości od 3 do 4 mm, w zarysie krótko-owalnym, silniej niż u podobnych owełnic wysklepionym, z wierzchu gęsto owłosionym. Ubarwienie pokryw mają żółtawobrązowe do brązowego, z wzorem w postaci czarnych przepasek poprzecznych lub kropek albo też bez wzoru.
Głowa ma niezmodyfikowane i lekko wysklepione czoło, wystający, pozbawiony bruzd nadustek o równoległych bokach i wyraźnie wykrojonej pośrodku krawędzi przedniej oraz poprzeczną, porośniętą gęstymi długimi szczecinkami, pośrodku krawędzi przedniej wykrojoną wargę górną. Oczy złożone są rozstawione na odległość większą niż ¾ szerokości głowy, najbliższe sobie od strony ciemienia. Czułki zbudowane są z jedenastu członów, z których trzonek jest znacznie węższy od nóżki, trzeci jest silnie poprzeczny, siódmy zaś u C. chinensis niemal kwadratowy, a u pozostałych gatunków wyraźnie wydłużony. Buławki czułków są niesymetryczne. Bruzdy podczułkowe na spodzie głowy są długie i sięgają poza oczy. Prawie trójkątne żuwaczki mają po dwa duże i długie zęby wierzchołkowe z czterema lub pięcioma ząbkami dodatkowymi oraz po dwa krótsze zęby przedwierzchołkowe bez ząbków dodatkowych. Krawędzie tnące żuwaczek są gładkie lub delikatnie guzkowane, a prosteki dobrze wykształcone. Szczęki mają półkoliste kotwiczki, dłuższe od owalnych żuwek zewnętrznych i wyraźnie podzielone pieńki, niezmodyfikowane lub haczykowate żuwki wewnętrzne oraz wydłużone, beczułkowate człony końcowe głaszczków szczękowych. Warga dolna ma trzykrotnie szerszy niż długi podbródek, co najmniej dwukrotnie szerszą niż dłuższą bródkę, prostokątny lub owalny przedbródek, zesklerotyzowany i nagi języczek oraz wydłużone, ku wierzchołkom zwężone, nieodbiegające wymiarami od członów poprzednich człony końcowe głaszczków wargowych.
Poprzeczne, najszersze u podstawy i ku przodowi równomiernie zwężone przedplecze ma nieobrzeżone krawędzie przednią i tylną oraz uwydatnione kąty przednie. Na podgięciach przedplecza występuje delikatne punktowanie oraz para dołków na wierzchołku ud przedniej pary. Niewielkich rozmiarów tarczka ma zarys szerszego niż dłuższego trójkąta. Pokrywy są szersze od przedplecza, o słabo zaznaczonych kątach barkowych, niewidocznych lub bardzo słabo widocznych od góry krawędziach bocznych i powierzchni pokrytej dwoma rodzajami punktów o zbliżonych rozmiarach. Podgięcia pokryw nie dochodzą do ich szczytów i mają wyraźne dołki na wierzchołki ud środkowej i tylnej pary. Tylna para skrzydeł bywa wykształcona lub zanikła. Przedpiersie jest T-kształtne, o lekko łukowatym brzegu przednim, pozbawione żeberek, zaopatrzone w słabo zaznaczone rowki boczne na wyrostku międzybiodrowym. Śródpiersie ma przednią krawędź w całości wyniesioną, tylną zaś prostą lub lekko wykrojoną. Zapiersie ma linie udowe po bokach pełne i wyraźnie odgięte, a pośrodku łączące się na wyrostku prosto lub łukowato. Odnóża są krótkie i grube, o niezmodyfikowanych biodrach. Krętarze przedniej i środkowej pary są okrągławo lub kanciasto uwydatnione i mają na powierzchniach wewnętrznych głębokie jamki do chowania szczytów goleni. Golenie przedniej pary mają po jednej ostrodze. Golenie pozostałych par mają przy wierzchołkach ukośnie żeberko na krawędzi zewnętrznej i dwie ostrogi. Stopy mają pojedyncze pazurki z niemal czworokątnym ząbkiem u nasady.
U samców odwłok ma sześć widocznych na spodzie sternitów (wentrytów), u samic zaś pięć. Pierwszy z nich zaopatrzony jest w zaokrąglone, odgięte, prawie pełne z wyjątkiem odcinka bocznego linie udowe i pozbawiony linii dodatkowych. Piąty z nich u samicy ma krawędź tylną zaokrągloną, a samca prawie ściętą. Ósmy tergit u obu płci jest zaokrąglony. Genitalia samca cechują się przysadzistym tegmenem z pozbawioną kolców fallobazą i symetrycznym, szerokim płatem środkowym o całobrzegim wierzchołku, gładkiej krawędzi zewnętrznej i bez wyrostków na krawędzi wewnętrznej. Dobrze wykształcone paramery są proste i mniej więcej tak długie jak płat środkowy. Przysadziste, zakrzywione prącie ma kaspułę nasadową T-kształtną, ale o zredukowanych ramionach. Narządy rozrodcze samicy mają małą i zakrzywioną spermatekę, niezmodyfikowaną torebkę kopulacyjną z wychodzącymi wierzchołkowo przewodem nasiennym oraz owalne, krótsze niż dwukrotność ich szerokości gonokoksyty.

## Ekologia i występowanie
Rodzaj palearktyczny, znany z większej części Europy (na zachód po Hiszpanię), Azji Zachodniej, Iranu, Syberii, północno-środkowych Chin, Rosyjskiego Dalekiego Wschodu oraz Korei Północnej. W Europie reprezentuje go tylko C. impunctata, którego rozmieszczenie w Polsce ma charakter bardzo lokalny.
Zarówno larwy, jak i owady dorosłe są fitofagami, żerującymi na różnych trawach. Biedronki te zeskrobują z rośliny tkanki miękkie, a następnie przeżuwają, wypijając soki. U larw i dorosłych występują dostosowane do takiego sposobu odżywiania żuwaczki o skomplikowanych, wielozębnych wierzchołkach i całkowicie zanikłych częściach molarnych.